# Symfonie nr. 39 (Mozart)
Symfonie nr. 39 in Es majeur, KV 543, is een symfonie van Wolfgang Amadeus Mozart. Hij voltooide het stuk op 26 juni 1788.

## Orkestratie
De symfonie is geschreven voor:
- Fluit.
- Twee klarinetten.
- Twee fagotten.
- Twee hoorns.
- Twee trompetten.
- Pauken.
- Strijkers.

## Delen
De symfonie bestaat vier delen:
- I Adagio - Allegro.
- II Andante con moto.
- III Menuetto en trio.
- IV Allegro.